# Flöten
Flöten är en sjö i Härjedalens kommun i Hälsingland och ingår i Ljungans huvudavrinningsområde.